# 알제리의 주

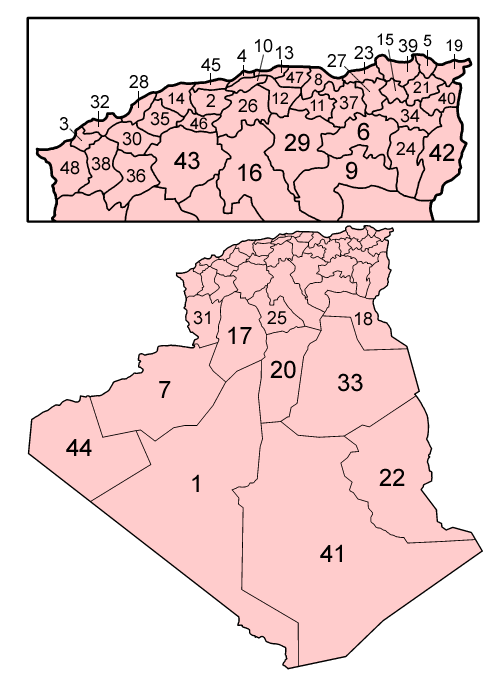
알제리의 행정 구역

알제리는 48개 주(윌라야)와 553개 현(다이라), 1,541개의 지방 자치체(발라디야)로 구성되어 있다. 행정 구역 이름은 각 행정 구역의 최대 도시 이름에서 유래된 이름이다.
1. 아드라르주
2. 슐레프주
3. 라구아트주
4. 움엘부아기주
5. 바트나주
6. 베자이아주
7. 비스크라주
8. 베샤르주
9. 블리다주
10. 부이라주
11. 타만라세트주
12. 테베사주
13. 틀렘센주
14. 티아레주
15. 티지우주주
16. 알제주
17. 젤파주
18. 지젤주
19. 세티프주
20. 사이다주
21. 스킥다주
22. 시디벨아베스주
23. 안나바주
24. 겔마주
25. 콩스탕틴주
26. 메데아주
27. 모스타가넴주
28. 음실라주
29. 마스카라주
30. 우아르글라주
31. 오랑주
32. 엘바야드주
33. 일리지주
34. 보르즈부아레리즈주
35. 부메르데스주
36. 엘타르프주
37. 틴두프주
38. 티셈실트주
39. 엘우에드주
40. 켄셸라주
41. 수크아라스주
42. 티파자주
43. 밀라주
44. 아인데플라주
45. 나마주
46. 아인테무셴트주
47. 가르다이아주
48. 렐리잔주

## 같이 보기
- ISO 3166-2:DZ